# Аспирантура
Аспиранту́ра (от лат. aspirans (aspirantis) — стремящийся к чему-л.) — одна из форм подготовки кадров высшей квалификации.
В России имперского, советского и современного периодов времени, и в ряде других государств и стран, аспирантура является основной формой послевузовского воспитания, обучения и подготовки педагогических и научных работников в высших учебных заведениях (ВУЗ) и научно-исследовательских институтах (НИИ). В Союзе ССР в аспирантуру принимались лица, имеющие законченное высшее образование, соответствующее перечисленным специальностям в аспирантуре ВУЗ или НИО, и проявившие способность к педагогической и научно-исследовательской работе. Учащийся в аспирантуре — аспирант (фр. aspirant), будущий учёный, ведущий научные изыскания под руководством научного руководителя, обычно доктора наук, в СССР непосредственное руководство и ответственность за подготовку аспиранта возлагалась на научного руководителя, назначаемого из числа лиц, имеющих учёное звание профессора или учёную степень доктора наук. Различают аспирантуру с отрывом (очная) и без отрыва от производства (заочная). В большинстве зарубежных государств подготовка, аналогичная аспирантуре в России, главным образом осуществляется при университетах.

## В России

### История аспирантуры в СССР[6]
Аспирантура была организована в Союзе Советских Социалистических Республик в 1925 году.
Первая мировая война, события 1917 года (перевороты (революции) и гражданская война) и интервенция нанесли серьёзный урон системе подготовки и аттестации научных кадров, оформившейся в дореволюционной России. Декретом Совнаркома РСФСР «О некоторых изменениях в составе и устройстве государственных учебных и высших учебных заведений», от 1 октября 1918 года, были упразднены учёные степени и учёные звания и отменены все связанные с ними привилегии и преимущества. Вместо существовавших ранее учёных званий было установлено единое звание профессора для ведущих преподавателей высших учебных заведений и звание преподавателя для остальных преподавателей ВУЗов. Фактически система аттестации научных кадров была упразднена.
Однако уже в 1921 году руководство государства рабочих и крестьян, понимая необходимость возрождения российской науки, начало принимать меры по восстановлению системы подготовки и аттестации научных кадров.
Декретом Совнаркома РСФСР, от 2 сентября 1921 года, было утверждено Положение о высших учебных заведениях РСФСР. Перед вузами, в частности, была поставлена цель подготавливать «научных работников для обслуживания научных, научно-технических и производственных учреждений Республики, в частности, для самих высших учебных заведений». Указанным декретом были установлены три категории лиц, работающих в ВУЗах: профессора, избираемые Государственным учёным советом Наркомпроса РСФСР, преподаватели и научные сотрудники. Фактически на Государственный учёный совет Наркомпроса РСФСР, созданный в 1919 году для руководства научной и учебной работой в государстве, были возложены функции аттестации работников ВУЗов.
В 1923 году Наркомпрос РСФСР утвердил Положение о порядке оставления при высших учебных заведениях студентов для подготовки их к научной и педагогической деятельности. Этот документ можно считать первым в перечне нормативных правовых актов, регулирующих государственную систему подготовки научных и научно-педагогических кадров. По своему статусу, по правам и особенностям приёма на работу студенты, которых оставляли при вузах для подготовки их к научной и педагогической деятельности, были близки к нынешним аспирантам.
Но лишь после 21 января 1924 года, когда Совнарком РСФСР утвердил Положение о научных работниках высших учебных заведений, а позднее и Инструкцию о порядке подготовки научных работников при научно-исследовательских учреждениях и высших учебных заведениях по прикладным, точным и естественным наукам, аспирантами впервые официально стали называться лица, подготавливаемые к научно-педагогической деятельности. Перед ними ставилась задача обязательного освоения иностранного языка и общественного минимума, наряду с освоением методологии и методики исследования и постижением теоретических основ избранного направления науки. Принятием этих двух документов фактически были заложены основы государственной системы подготовки научных и научно-педагогических кадров. Таким образом, 21 января 1925 года можно считать «днём рождения» российской аспирантуры, а сам день 21 января — «Днём аспиранта» (по аналогии с «Днём студента» 25 января).
Этими усилиями к концу 1925 года численность профессорско-преподавательских работников достигла 12 500 человек, тем самым вдвое превысив их численность в 1916 году. Вместе с количественным ростом научных и научно-педагогических работников возникла необходимость дальнейшего совершенствования системы подготовки научных и научно-педагогических кадров.
В постановлении ЦИК СССР от 19 сентября 1932 года «Об учебных программах и режиме в высшей школе и техникумах» было, в частности, указано о необходимости сосредоточить всю подготовку аспирантуры в наиболее мощных втузах (высших технических учебных заведениях) и вузах, прикрепив каждого аспиранта к кафедре, установив для аспирантов систематические научные задания и для каждого аспиранта индивидуальный учебно-производственный план работы, введя обязательность сдачи зачётов, а перед окончанием — защиту научной диссертации. В этом документе также указывалось о необходимости присвоения учёных званий не по занимаемой должности, а по действительной квалификации, определяемой научными трудами, и необходимости установления учёных степеней. Этим же постановлением для руководства высшим техническим образованием в Союзе ССР был образован Комитет по высшей технической школе при ЦИК СССР, который в 1933 г. был преобразован во Всесоюзный комитет по высшему техническому образованию при ЦИК СССР.
13 января 1934 г. Совнаркомом СССР было принято постановление № 78 «О подготовке научных и научно-педагогических работников», которым были определены порядок зачисления в аспиранты, порядок обучения аспирантов, при этом аспирантура учреждалась «только в тех вузах и научно-исследовательских институтах, которые наиболее обеспечены высококвалифицированными научными кадрами и располагают соответствующим оборудованием (библиотеки, лаборатории, испытательные станции и т. п.)». Перечень этих вузов и научно-исследовательских учреждений, а также контингенты аспирантов и перечень специальностей, по которым учреждалась аспирантура, утверждался по представлению соответствующих народных комиссариатов Всесоюзным комитетом по высшему техническому образованию при ЦИК СССР (в отношении вузов, входящих в круг его ведения) и соответствующими народными комиссариатами (в отношении остальных вузов и научно-исследовательских учреждений). Согласно этому постановлению каждый аспирант должен был осуществлять научно-учебную работу по индивидуальному плану, основным содержанием которого являлись самостоятельные научно-исследовательские и педагогические работы аспиранта, завершаемые защитой диссертации на степень кандидата наук, при этом индивидуальные планы для аспирантов разрабатывались вузами на основе указаний Всесоюзного комитета по высшему техническому образованию при ЦИК СССР, а в вузах, не входящих в круг ведения указанного комитета, и в научно-исследовательских учреждениях — на основе указаний соответствующих народных комиссариатов.
В этот же день, 13 января 1934 года, Совнаркомом СССР было принято постановление № 79 «Об учёных степенях и званиях», которым устанавливались: учёные степени кандидата наук и доктора наук; учёные звания ассистента, доцента, профессора — для вузов; учёные звания младшего научного сотрудника, старшего научного сотрудника, действительного члена — для научно-исследовательских учреждений (в 1937 г. из этого перечня были выведены ассистент и младший научный сотрудник, перешедшие из ранга учёных званий в штатные должности в вузах и научно-исследовательских учреждениях). Этим же постановлением была введена система присуждения учёных степеней по итогам публичной защиты кандидатских и докторских диссертаций, установлены требования к лицам, претендующим на получение учёных степеней и на присвоение учёных званий, порядок присуждения учёных степеней и порядок присвоения учёных званий (более подробно эти требования и порядки были описаны в Инструкции о порядке применения постановления Совнаркома СССР от 13 января 1934 года № 79 «Об учёных степенях и званиях», утверждённой Совнаркомом СССР 10 июня 1934 года). В частности:
публичная защита диссертации на учёную степень должна была производиться в Академии наук Союза ССР, Коммунистической академии, академиях наук союзных республик, Академии сельскохозяйственных наук им. Ленина, Всесоюзном институте экспериментальной медицины, а также в отдельных вузах и научно-исследовательских учреждениях по особому списку, утверждаемому Всесоюзным комитетом по высшему техническому образованию при ЦИК СССР;
звание ассистента (младшего научного сотрудника) присуждалось постановлением совета вуза или научно-исследовательского учреждения;
звание доцента (старшего научного сотрудника) и учёная степень кандидата наук присуждались постановлением совета вуза или научно-исследовательского учреждения с утверждения квалификационной комиссии соответствующего народного комиссариата;
звание профессора (действительного члена научно-исследовательского учреждения) и учёная степень доктора присуждались постановлением Высшей аттестационной комиссии Всесоюзного комитета по высшему техническому образованию при ЦИК СССР (ВАК) или квалификационных комиссий при народных комиссариатах просвещения и здравоохранения союзных республик (по принадлежности) на основе представлений советов вузов и научно-исследовательских учреждений;
президиумам Академии наук СССР, Коммунистической академии, Академии сельскохозяйственных наук им. Ленина и академий наук союзных республик, а также совету Всесоюзного института экспериментальной медицины предоставлялось право самостоятельно присуждать звания старшего научного сотрудника, действительного члена этих учреждений и учёные степени кандидата наук и доктора наук.
Таким образом, день 13 января 1934 г. можно считать «днём рождения» российской системы научной аттестации, а сам день 13 января — днём кандидата наук и доктора наук.

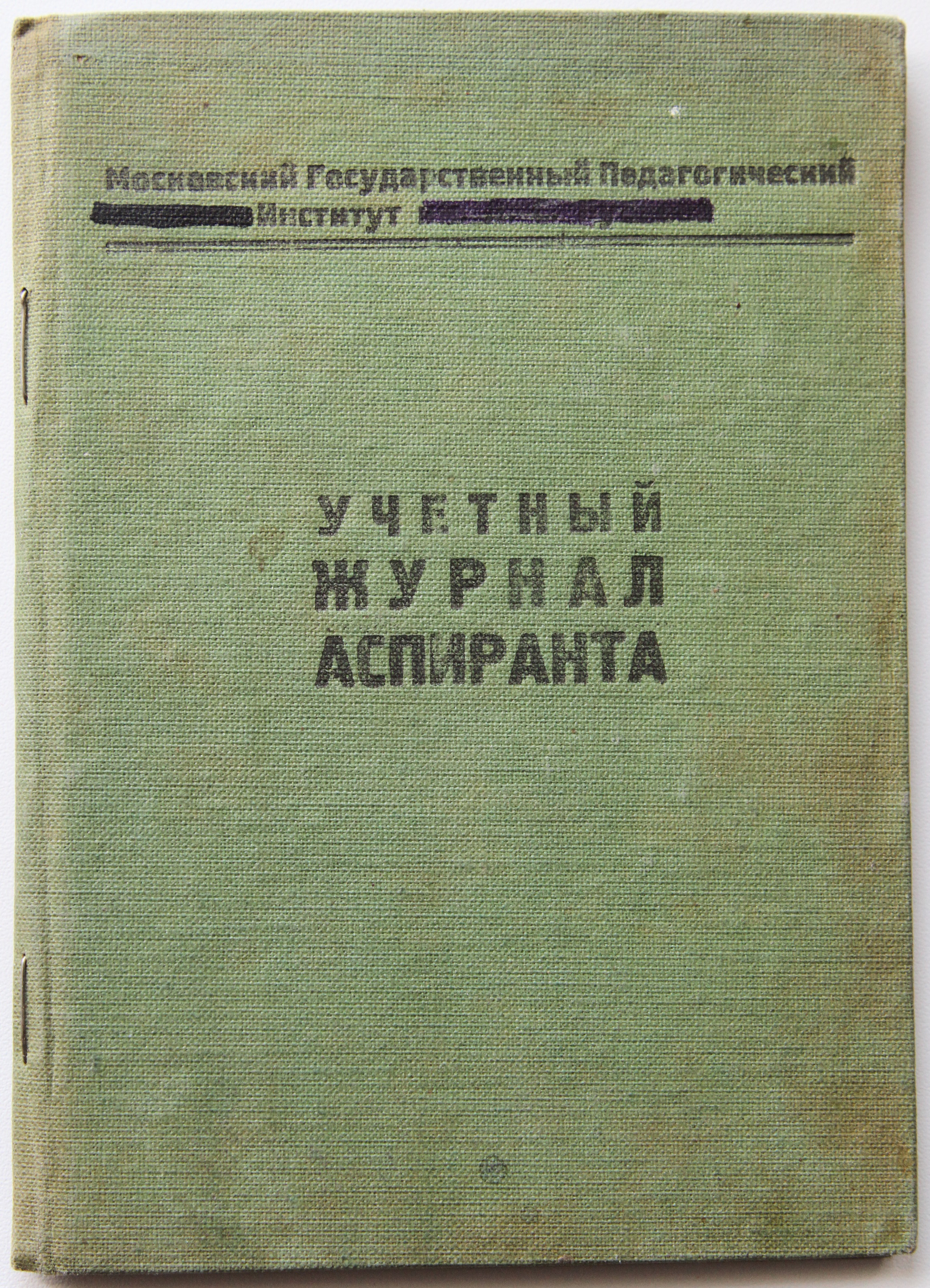
Учётный журнал аспиранта (Московский государственный педагогический институт), 1930-е гг.

Постановлением ЦИК СССР от 17 апреля 1934 г. был утверждён состав ВАКа, первым председателем которого стал академик Г. М. Кржижановский (1934—1936 гг.). В дальнейшем в советское время председателями ВАКа были: И. И. Межлаук (1936—1937 гг.), С. В. Кафтанов (1938—1956 гг.), В. П. Елютин (1956—1974 гг.), В. Г. Кириллов-Угрюмов (1974—1987 гг.) и Е. И. Шемякин (1987—1992 гг.).
Среди первых 100 докторов наук, которым была присуждена учёная степень в 1934 г., были выдающиеся советские учёные И. В. Курчатов, М. А. Лаврентьев, А. А. Скочинский, К. И. Скрябин, А. Н. Туполев и другие.
В 1936 г. при шести отраслевых отделах Всесоюзного комитета по делам высшей школы при Совнаркоме СССР (образованного 21 мая 1936 г. взамен Всесоюзного комитета по высшему техническому образованию) были созданы 64 экспертные комиссии для предварительного рассмотрения кандидатур на учёную степень доктора наук, учёное звание профессора и учёное звание доцента, в состав которых вошли 500 крупнейших учёных страны. Среди них известнейший экономист С. Г. Струмилин, выдающийся математик С. А. Чаплыгин, замечательный историк Б. Д. Греков, крупнейший физик А. Ф. Иоффе, основоположник нейрохирургии Н. Н. Бурденко.
Деятельность этих экспертных комиссий координировал ВАК. С этой поры деятельность ВАКа как государственного органа аттестации научных и научно-педагогических кадров получила авторитетную поддержку широкой научной общественности.
Постановлениями Совнаркома СССР от 20 марта 1937 года № 464 и от 26 апреля 1938 года № 558 «Об учёных степенях и званиях» были утверждены новые порядок присуждения учёных степеней и порядок присвоения учёных званий. Указанными постановлениями в деятельность системы аттестации научных и научно-педагогических кадров были внесены следующие существенные изменения:
право присуждения (а не защиты, как это было ранее) учёных степеней предоставлялось советам вузов и научно-исследовательских институтов Академии наук СССР, список которых был утверждён этими же постановлениями, а также совету Всесоюзного института экспериментальной медицины им. А. М. Горького Наркомздрава СССР, при этом учёная степень доктора наук утверждалась ВАКом, а Всесоюзному комитету по делам высшей школы при СНК СССР предоставлялось право в необходимых случаях отменять решение совета вуза (научно-исследовательского института) о присуждении степени кандидата наук, с передачей вопроса на новое рассмотрение совета того же или другого вуза (научно-исследовательского института) (при этом вторичное решение совета являлось окончательным);
состав советов вузов утверждался Всесоюзным комитетом по делам высшей школы при Совнаркоме СССР, а научно-исследовательских институтов Академии наук СССР — президиумом Академии наук СССР;
общему собранию Академии наук СССР предоставлялось право присуждать учёную степень доктора honoris causa без защиты диссертации особо выдающимся советским и иностранным учёным;
действительным членам Академии наук СССР учёная степень доктора соответствующих наук присваивалась с момента их избрания;
учёные звания профессора, доцента и старшего научного сотрудника стали присваиваться ВАКом по представлению советов вузов (научно-исследовательских институтов), звание старшего научного сотрудника по учреждениям Академий наук СССР и союзных республик — президиумом Академии наук СССР по представлению совета научно-исследовательского учреждения.
Таким образом, на ВАК были возложены практически все полномочия по аттестации научных и научно-педагогических кадров.
В период с 1937 г. до начала Великой Отечественной войны степень доктора наук в СССР была присуждена 2700 учёным, а степень кандидата наук — 12500 соискателям, почти 14 тысячам преподавателей и научных работников были присвоены учёные звания, в том числе 2800 человек — учёное звание профессора. Подготовка и аттестация научных и научно-педагогических кадров продолжалась и в годы Великой Отечественной войны.
10 апреля 1946 г. Всесоюзный комитет по делам высшей школы при Совете Министров СССР был преобразован в Министерство высшего образования СССР, и ВАК был передан в его ведение.
22 мая 1948 г. Совет Министров СССР принял постановление № 1709 «О подготовке научно-педагогических и научных кадров через аспирантуру», в котором отмечалась необходимость максимального привлечения к научному руководству аспирантурой докторов наук. Согласно этому постановлению лицам, допущенным к приёмным испытаниям в аспирантуру, предоставлялся месячный отпуск с сохранением заработной платы по месту работы, а зачисленные в аспирантуру освобождались от работы к началу учебных занятий.
Ещё одним шагом по совершенствованию системы подготовки и аттестации научных и научно-педагогических кадров явилось постановление ЦК КПСС и Совета Министров СССР от 20 августа 1956 года № 1174 «О мерах по улучшению подготовки и аттестации научных и педагогических кадров», которым было предписано сосредоточить подготовку научных и педагогических кадров в научных учреждениях и вузах, располагающих необходимой экспериментальной базой и возможностью обеспечить квалифицированное научное руководство аспирантами. Этим же постановлением упразднялась докторантура как форма подготовки научных кадров. Безусловно, такое решение имело негативные последствия, и в 1988 г. докторантура была восстановлена. В этом же постановлении впервые был сделан упор на необходимость при присвоении учёных званий учитывать как качество педагогической работы, так и наличие публикаций и результатов научных исследований.
Важным с точки зрения упорядочения системы подготовки и аттестации научных и научно-педагогических кадров явился подписанный 19 декабря 1957 г. приказ Министерства высшего образования СССР № 1332, которым были утверждены Номенклатура специальностей аспирантской подготовки в вузах и научно-исследовательских институтах СССР и перечень специальных предметов кандидатских экзаменов.
13 июня 1961 г. было принято постановление ЦК КПСС и Совета Министров СССР № 536 «О мерах по улучшению подготовки научных и научно-педагогических кадров», в котором обращалось внимание на то, что подготовка достойной научной смены должна считаться важнейшей обязанностью учёных и педагогов. Для соискателей учёных степеней вводились творческие отпуска, а работникам вузов, работающим над докторскими диссертациями, предоставлялась возможность перейти на должность старшего научного сотрудника.
В 1962 г. планирование подготовки научных кадров было возложено на Государственный комитет Совета Министров СССР по координации научно-исследовательских работ, который в 1965 г. был переименован в Государственный комитет Совета Министров СССР по науке и технике.
В 1967 г. ЦК КПСС и Совет Министров СССР приняли постановление «Об улучшении подготовки научных и научно-педагогических кадров», в котором с целью усиления притока в «большую науку» молодёжи было разрешено зачислять в аспирантуру лучших выпускников высшей школы сразу после окончания вуза. Согласно этому постановлению особое значение приобретали вопросы подготовки и сдачи кандидатских экзаменов по философии, как методологической базы современной науки, и иностранному языку, как средству международного общения учёных. Новой формой подготовки научно-педагогических кадров в области искусства стала введённая этим же постановлением двухгодичная «ассистентура-стажировка».
Принятые в 1933—1934 годах документы по вопросам аттестации научных и научно-педагогических работников явились базовыми на многие годы, основные положения которых сохранили актуальность и сегодня.
Система аттестации научных и научно-педагогических кадров СССР не претерпевала существенных изменений до 1974 года. Возросшая роль науки и учёных в жизни общества, масштабы аттестации научных и научно-педагогических кадров, вышедшие за рамки высшей школы, поставили вопрос о пересмотре места Высшей аттестационной комиссии в системе государственных органов.
18 октября 1974 г. было принято постановление ЦК КПСС и Совета Министров СССР «О мерах по дальнейшему совершенствованию аттестации научных и научно-педагогических кадров», которым был закреплён межведомственный характер аттестации научных и научно-педагогических кадров, определён новый, более высокий уровень требований к соискателям учёных степеней и учёных званий. В соответствии с этим постановлением Высшая аттестационная комиссия при Министерстве высшего и среднего специального образования СССР была преобразована в Высшую аттестационную комиссию при Совете Министров СССР (ВАК СССР), на которую возлагалась обязанность обеспечить высокий уровень и единство требований к аттестации научных и научно-педагогических кадров.
Своим постановлением от 29 декабря 1975 года № 1076 Совет министров СССР утвердил Положение о порядке присуждения учёных степеней и присвоения учёных званий, регламентирующее аттестацию научных и научно-педагогических кадров. Впервые были введены разработанные с участием ведущих научных учреждений и вузов и утверждённые ВАК СССР единые программы-минимум кандидатских экзаменов по каждой из научных специальностей, по которым была предусмотрена защита диссертаций.
Постановлением Государственного комитета Совета Министров СССР по науке и технике от 25 мая 1977 года № 231 была утверждена Номенклатура специальностей научных работников, включавшая 487 специальностей. Развитие науки и техники требовало периодического обновления указанной Номенклатуры. Их новые редакции принимались 19 июля 1984 года и 4 ноября 1988 года. Одновременно Высшей аттестационной комиссии было предложено обеспечить в необходимых случаях разработку паспортов специальностей научных работников.
Становлению новой системы аттестации научных и научно-педагогических кадров и повышению качества подготовки и экспертизы диссертаций способствовало Всесоюзное совещание по вопросам аттестации научных и научно-педагогических кадров, состоявшееся в январе 1979 г. в Москве, на котором были подведены некоторые итоги действия системы аттестации научных и научно-педагогических кадров после её реорганизации. К этому времени армия научных работников в СССР насчитывала 1,3 млн человек, в том числе 371 тысяч кандидатов наук и 36,6 тысяч докторов наук.
Последним советским правительственным решением по вопросу совершенствования системы аттестации научных и научно-педагогических кадров было постановление Совета министров СССР от 30 декабря 1989 года № 1186 «Вопросы аттестации научных и научно-педагогических кадров», которым были утверждены новое Положение о порядке присуждения учёных степеней и присвоения учёных званий, персональные составы Президиума и пленума Высшей аттестационной комиссии при Совете Министров СССР. Особенностью нового положения явилось то, что решение вопросов присвоения учёных званий профессора и доцента работникам вузов, институтов повышения квалификации, а также учёного звания профессора работникам при вузах было передано Государственному комитету СССР по народному образованию.
Распад СССР повлёк за собой дезинтеграцию сложившейся в СССР общесоюзной системы подготовки и аттестации научных и научно-педагогических кадров.
1992 г. стал годом формирования национальных органов аттестации научных и научно-педагогических кадров. Вновь созданные суверенные государства, за исключением стран Балтии, взяли за основу советскую модель.
Указом Президента Российской Федерации от 5 июня 1992 года № 557 была образована Высшая аттестационная комиссия Министерства науки, высшей школы и технической политики Российской Федерации.

### Аспирантура в Российской Федерации[9]
До 1 сентября 2013 г. аспирантура являлась одной из основных форм подготовки научно-педагогических и научных кадров в системе послевузовского профессионального образования.
С 1 сентября 2013 г. (со дня вступления в силу Федерального закона от 29 декабря 2012 года № 273-ФЗ «Об образовании в Российской Федерации») аспирантура отнесена к третьему уровню высшего образования — подготовка кадров высшей квалификации. Постановлением Правительства РФ от 30 ноября 2021 г. N 2122 "Об утверждении Положения о подготовке научных и научно-педагогических кадров в аспирантуре (адъюнктуре)" аспирантуре возвращен статус подготовки научно-педагогических кадров, и ожидаемым результатом подготовки аспиранта является защита диссертации.

#### Приём в аспирантуру
I. Общие положения
Приём в аспирантуру осуществляется в соответствии с Приказом Министерства образования и науки РФ от 12 января 2017 года № 13 «Об утверждении Порядка приёма на обучение по образовательным программам высшего образования — программам подготовки научно-педагогических кадров в аспирантуре».
Организация объявляет приём в аспирантуру при наличии лицензии на осуществление образовательной деятельности по соответствующим программам подготовки научно-педагогических кадров в аспирантуре.
Правила приёма в аспирантуру конкретной организации устанавливаются ею в части, не урегулированной законодательством об образовании, самостоятельно и утверждаются её локальным нормативным актом.
Приём в аспирантуру осуществляется на места в рамках контрольных цифр приёма (КЦП), то есть, за счёт средств федерального бюджета, ежегодно выделяемых на эти цели (КЦП за счёт средств бюджетов субъектов Российской Федерации и местных бюджетов ранее, как правило, не выделялись, но, в принципе, это возможно), и на места по договорам об оказании платных образовательных услуг, то есть, за счёт собственных средств поступающих в аспирантуру, которые, в том числе, могут быть предоставлены направляющими их в аспирантуру организациями (условия приёма по этим договорам устанавливаются локальным нормативным актом организации). В рамках КЦП может быть выделена квота целевого приёма на обучение.
В аспирантуру принимаются лица, имеющие образование не ниже высшего (специалитет или магистратура). Это означает, что в аспирантуру (помимо лиц, успешно окончивших специалитет или магистратуру) могут быть приняты лица, успешно окончившие ординатуру, аспирантуру, адъюнктуру, ассистентуру-стажировку, при этом обучение в аспирантуре таких лиц должно осуществляться за счёт собственных средств этих лиц, поскольку указанные формы образования относятся к одному уровню образования, а в соответствии с пунктом 3 статьи 5 Федерального закона «Об образовании в Российской Федерации» в Российской Федерации гарантируется на конкурсной основе бесплатность высшего образования, если образование данного уровня гражданин получает впервые.
Организация проводит приём на обучение: отдельно по очной, очно-заочной, заочной формам обучения; отдельно на места в рамках КЦП и на места по договорам об оказании платных образовательных услуг; отдельно на места в рамках КЦП по общему конкурсу и на места в пределах квоты целевого приёма. Это означает, что количество мест по указанным условиям поступления объявляется отдельно. Например, организация может объявить, что в текущей кампании приёма в аспирантуру можно претендовать: по очной форме обучения в рамках КЦП по общему конкурсу на 5 мест; по очной форме обучения в рамках целевого приёма на 1 место; по очной форме обучения по договорам об оказании платных образовательных услуг на 4 места; по заочной форме обучения по договорам об оказании платных образовательных услуг на 3 места (соответственно, мест по другим условиям поступления не выделяется).
II. Организация приёма в аспирантуру
Организация приёма в аспирантуру осуществляется приёмной комиссией, состав, полномочия и порядок деятельности которой регламентируются положением о ней, утверждаемым руководителем организации. Председателем приёмной комиссии должен быть руководитель или заместитель руководителя организации.
Для проведения вступительных испытаний организация создаёт в определяемом ею порядке экзаменационные и апелляционные комиссии, полномочия и порядок деятельности которых определяются положениями о них, утверждаемыми локальными актами организации.
III. Информирование поступающих в аспирантуру
Организация обязана ознакомить поступающего со своим уставом, с лицензией, со свидетельством о государственной аккредитации, с программами аспирантуры и другими документами, регламентирующими организацию и осуществление образовательной деятельности по программам аспирантуры, права и обязанности аспирантов, а также предоставить информацию о проводимом конкурсе и об итогах его проведения, в том числе и на своем официальном сайте.
IV. Приём документов от поступающих в аспирантуру
Сроки приёма документов на обучение по программам аспирантуры устанавливаются организацией самостоятельно.
Поступающий в аспирантуру подаёт на имя руководителя организации заявление о приёме, в котором указываются сведения, установленные пунктом 28 Порядка приёма в аспирантуру, с приложением к нему документов, установленных пунктом 29 Порядка приёма в аспирантуру (поступающий по своему усмотрению представляет оригиналы или копии документов, которые не заверяются). Указанные заявление и документы представляются поступающим или его доверенным лицом (доверенное лицо действует на основании доверенности, которая, как правило, заверяется нотариально и в которой должны быть указаны полномочия доверенного лица) лично (при этом поступающему или его доверенному лицу выдаётся расписка в приёме документов) или направляются в организацию по почте либо в электронной форме (в этом случае указанные заявление и документы принимаются, если они поступили в организацию не позднее срока завершения приёма документов, оригиналы документов при этом не направляются).
Заявления о приёме в аспирантуру можно подать одновременно в несколько организаций (их число, в принципе, не ограничено). В случае подачи заявления о приёме на места в пределах квоты целевого приёма поступающий обязан представить оригинал диплома специалиста или диплома магистра.
Организация по мере рассмотрения документов, необходимых для поступления в аспирантуру, размещает на своём официальном сайте список лиц, подавших эти документы, с указанием для каждого из них сведений о приёме или об отказе в приёме документов (в случае отказа — с указанием причин отказа).
В случае приёма организацией документов, необходимых для поступления в аспирантуру, они хранятся в личном деле поступающего (кроме оригиналов документов, которые, после их копирования и приобщения к личному делу поступающего, возвращаются поступающему способом, указанным в его заявлении о приёме в аспирантуру). В случае представления неправильно оформленных документов, необходимых для поступления в аспирантуру, или представления их в неполном объёме либо в случае отзыва поступающим своего заявления о приёме в аспирантуру (заявление может быть отозвано поступающим или его доверенным лицом лично либо по почте или по электронной почте) возврат указанных документов осуществляется способом, указанным в заявление о приёме в аспирантуру.
Подпунктом «б» пункта 29 Порядка приёма в аспирантуру среди других документов, необходимых для поступления в аспирантуру, предусмотрено представление в приёмную комиссию оригинала или копии диплома специалиста или диплома магистра. Вместе с тем пунктом 6 этого же Порядка установлено, что к освоению программ аспирантуры допускаются лица, имеющие образование не ниже высшего (специалитет или магистратура), то есть, в принципе, в аспирантуру могут поступать, например, лица, получившие высшее образование в советское время (когда ни специалитета, ни магистратуры просто не было), лица, окончившие аспирантуру в то время, когда для поступления в аспирантуру было достаточно наличия диплома бакалавра или другого аналогичного документа. Очевидно, что в случаях, когда у поступающего имеется образование не ниже высшего (специалитет или магистратура), но не подтверждённое дипломом специалиста или диплома магистра, то поступающий представляет в приёмную комиссию оригинал или копию диплома, подтверждающего полученное им высшее или послевузовское образование. Это, в частности, вытекает из положений пункта 1 статьи 108 Федерального закона «Об образовании в Российской Федерации», устанавливающих соответствие уровней послевузовского профессионального образования, действовавших до вступления в силу этого Федерального закона (то есть, до 1 сентября 2013 г.), уровням образования, установленным указанным Федеральным законом.
V. Вступительные испытания в аспирантуру
Для поступающих на места в рамках КЦП, а также по договорам об оказании платных образовательных услуг на определённое направление подготовки в аспирантуре устанавливаются одинаковые вступительные испытания (вступительные экзамены в аспирантуру), которые разрабатываются организацией самостоятельно на основе федеральных государственных образовательных стандартов (ФГОСы) высшего образования по программам специалитета или магистратуры и проводятся на русском языке:
специальная дисциплина, соответствующая направленности программы аспирантуры;
философия;
иностранный язык.
Кандидатские экзамены, сданные когда-либо поступающим в аспирантуру, в качестве вступительных экзаменов в аспирантуру не засчитываются, так как программы кандидатских экзаменов (пусть даже в них заложены более высокие требования) существенно отличаются от вступительных экзаменов в аспирантуру, разработанных на основе ФГОСов по программам специалитета или магистратуры.
Вступительные испытания могут проводиться как в устной, так и в письменной форме, с сочетанием указанных форм или в иных формах, определяемых организацией самостоятельно (по билетам, в форме собеседования по вопросам, перечень которых доводится до сведения поступающих путём публикации на официальном сайте организации). Организация может проводить вступительные испытания с использованием дистанционных технологий в порядке, установленном правилами приёма или иным локальным нормативным актом организации.
Уровень знаний поступающего оценивается экзаменационной комиссией по пятибалльной системе, при этом каждый вступительное испытание оценивается отдельно, а результаты проведения вступительного испытания оформляются протоколом, в котором фиксируются вопросы экзаменаторов к поступающему. Решение экзаменационной комиссии размещается на официальном сайте организации и на информационном стенде приёмной комиссии не позднее 3 дней с момента проведения вступительного экзамена.
Пересдача вступительных испытаний не допускается. Сданные вступительные испытания действительны в течение календарного года (они действительны только в организации, принимавшей эти вступительные испытания).
Лица, не явившиеся на вступительное испытание по уважительной причине (болезнь или иные обстоятельства, подтверждённые документально), допускаются к ним в других группах или индивидуально в период вступительных испытаний.
При несоблюдении порядка проведения вступительных испытаний члены экзаменационной комиссии, проводящие вступительное испытание, вправе удалить поступающего с места проведения вступительного испытания с составлением акта об удалении. В случае удаления поступающего с вступительного испытания организация возвращает поступающему принятые документы способом, указанным в его заявлении о приёме в аспирантуру.
Лица, забравшие документы после завершения приёма документов или не получившие на вступительных испытаниях количество баллов, подтверждающее успешное прохождение вступительных испытаний, выбывают из конкурса.
VI. Правила подачи и рассмотрения апелляций
На решение экзаменационной комиссии о прохождении вступительного испытания поступающий (доверенное лицо) вправе подать в апелляционную комиссию апелляцию (лично либо по почте или по электронной почте) о нарушении, по мнению поступающего, установленного порядка проведения вступительного испытания и (или) о несогласии с полученной оценкой.
Апелляция подаётся в день объявления результатов вступительного испытания или в течение следующего рабочего дня. Рассмотрение апелляции проводится не позднее следующего рабочего дня после дня её подачи. При рассмотрении апелляции имеет право присутствовать поступающий (доверенное лицо), который должен иметь при себе документ, удостоверяющий его личность.
После рассмотрения апелляции выносится решение апелляционной комиссии об изменении оценки результатов вступительного испытания или оставлении указанной оценки без изменения, которое оформляется протоколом и хранится в личном деле поступающего (факт ознакомления поступающего (доверенного лица) с решением апелляционной комиссии заверяется его подписью). При возникновении разногласий в апелляционной комиссии проводится голосование, и решение принимается большинством голосов (при равенстве голосов решающим является голос председательствующего на заседании апелляционной комиссии).
VII. Зачисление в аспирантуру
По результатам вступительных испытаний организация размещает на своем официальном сайте и на информационном стенде приёмной комиссии пофамильные списки поступающих.
На обучение по программам подготовки научно-педагогических кадров в аспирантуре зачисляются лица, имеющие более высокое количество набранных баллов на вступительных испытаниях. При равном количестве набранных баллов зачисляются лица, имеющие более высокий балл по специальной дисциплине. При равном количестве набранных баллов по всем вступительным испытаниям зачисляются лица, имеющие индивидуальные достижения, которые учитываются приёмной комиссией организации в соответствии с правилами приёма, установленными организацией самостоятельно.
Зачислению на места в рамках КЦП по общему конкурсу подлежат поступающие, представившие оригинал диплома специалиста или диплома магистра, на места по договорам об оказании платных образовательных услуг поступающие, давшие согласие на зачисление не позднее конца рабочего дня, установленного организацией в качестве даты завершения представления соответственно оригинала диплома специалиста либо диплома магистра или согласия на зачисление. Лица, включённые в список лиц, рекомендованных к зачислению, и не представившие в установленный срок (отозвавшие) оригинал диплома специалиста или диплома магистра, выбывают из конкурса и рассматриваются как отказавшиеся от зачисления. Количество конкурсных мест в конкурсных списках на места в рамках КЦП по общему конкурсу увеличивается на количество мест, равное числу поступающих, не представивших оригинал диплома специалиста или диплома магистра, а также на количество мест, оставшихся вакантными в пределах квоты целевого приёма.
Сроки зачисления устанавливаются по решению организации с завершением зачисления не позднее чем за 10 дней до начала учебного года. То есть, если, например, учебный год начинается 1 сентября, то кампания по приёму документов от поступающих в аспирантуру, проведению вступительных испытаний и, собственно, зачислению в аспирантуру может, в принципе, проходить в течение года, начиная с 1 сентября предыдущего года (как правило, она начинается после выделения КЦП), но должна завершиться до 21 августа. В принципе, таких кампаний в течение этого года может быть несколько.
Приказ (приказы) о зачислении размещаются на официальном сайте организации и на информационном стенде приёмной комиссии и должны быть доступны пользователям в течение 6 месяцев со дня их издания.

#### Государственная стипендия аспирантам
Государственная стипендия аспирантам, обучающимся по очной форме обучения за счёт бюджетных ассигнований федерального бюджета, назначается в зависимости от успешности освоения программ аспирантуры на основании результатов промежуточной аттестации не реже двух раз в год.
Аспирант, которому назначается стипендия, должен соответствовать следующим требованиям:
а) отсутствие по итогам промежуточной аттестации оценки «удовлетворительно»;
б) отсутствие академической задолженности.
В период с начала учебного года до прохождения первой промежуточной аттестации стипендия выплачивается всем аспирантам первого года обучения.
Стипендия назначается распорядительным актом организации и выплачивается один раз в месяц, выплата стипендии прекращается с момента отчисления аспиранта из организации.
Размер стипендии определяется организацией с учётом мнения студенческого совета этой организации и выборного органа первичной профсоюзной организации (при наличии такого органа) в пределах средств стипендиального фонда, при этом размер стипендии не может быть меньше нормативов, установленных Правительством Российской Федерации.
Нахождение аспиранта в академическом отпуске, а также отпуске по беременности и родам, отпуске по уходу за ребёнком до достижения им возраста трёх лет не является основанием для прекращения выплаты назначенной ему стипендии. Размер стипендии, выплачиваемой таким аспирантам, определяется размером стипендии, назначенной им на момент ухода их в академический отпуск, отпуск по беременности и родам, отпуск по уходу за ребёнком до достижения им возраста трёх лет, при этом он не может быть меньше нормативов, установленных Правительством Российской Федерации.

#### Академический отпуск
В связи с невозможностью освоения программы аспирантуры по медицинским показаниям, семейным и иным обстоятельствам аспиранту может быть предоставлен академический отпуск на период времени, не превышающий двух лет.
Основанием для принятия решения о предоставлении аспиранту академического отпуска является его личное заявление, а также:
а) заключение врачебной комиссии медицинской организации (для предоставления академического отпуска по медицинским показаниям);
б) повестка военного комиссариата, содержащая время и место отправки к месту прохождения военной службы (для предоставления академического отпуска в случае призыва на военную службу);
в) документы, подтверждающие основание предоставления академического отпуска (при наличии).

#### Отсрочка от военной службы
Аспиранты, обучающиеся по очной форме обучения по имеющим государственную аккредитацию программам аспирантуры, имеют право на отсрочку от призыва на военную службу в период освоения указанных программ, но не свыше установленных ФГОСами по этим программам сроков обучения, и на время защиты диссертации, но не более одного года после завершения обучения по соответствующей программе аспирантуры.
Данная отсрочка предоставляется аспиранту вне зависимости от использования им до этого права на отсрочку при обучении по имеющей государственную аккредитацию программе специалитета или программе магистратуры по очной форме.

#### Права работников, осваивающих программы аспирантуры по заочной форме обучения
Работники, осваивающие программы аспирантуры по заочной форме обучения, имеют право на:
а) ежегодные дополнительные отпуска по месту работы продолжительностью 30 календарных дней с сохранением среднего заработка. При этом к ежегодному дополнительному отпуску работника добавляется время, затраченное на проезд от места работы до места обучения и обратно с сохранением среднего заработка. Указанный проезд оплачивает работодатель;
б) один свободный от работы день в неделю с оплатой его в размере 50 процентов получаемой заработной платы. Работодатель вправе предоставлять работникам по их желанию на последнем году обучения дополнительно не более двух свободных от работы дней в неделю без сохранения заработной платы.

#### Особенности осуществления образовательной деятельности по программам аспирантуры научными организациями
Для осуществления образовательной деятельности по программам аспирантуры научной организацией в её структуре создаётся специализированное структурное образовательное подразделение, деятельность которого регулируется положением, разрабатываемым и утверждаемым самой научной организацией. При создании указанного подразделения для осуществления образовательной деятельности по программам аспирантуры в штатном расписании научной организации следует предусмотреть наличие должностей, отнесённых к профессорско-преподавательскому составу.
Для научных организаций, осуществляющих образовательную деятельность по программам аспирантуры, не является обязательным, в частности:
а) проведение самообследования;
б) создание ими специальных условий для получения образования обучающимися с ограниченными возможностями здоровья;
в) размещение в информационно-телекоммуникационной сети «Интернет» информации и документов, указанных в части 2 статьи 29 Федерального закона «Об образовании в Российской Федерации».

#### Документы об окончании аспирантуры
Организации, имеющие государственную аккредитацию программ аспирантуры, выдают лицам, успешно прошедшим государственную итоговую аттестацию по этим программам, диплом об окончании аспирантуры, образец которого устанавливается Минобрнауки России, а также документ о высшем образовании и о квалификации.
Организации, не имеющие государственной аккредитации программ аспирантуры, выдают лицам, успешно прошедшим итоговую аттестацию по этим программам, только документ о высшем образовании и о квалификации.

### Эффективность аспирантуры в России
По данным Росстата в 2013 году аспирантуру в России окончили 34 733 человека, из них защитили кандидатские диссертации только 8979 человек(26 %). При этом доля защитивших диссертацию выше у выпускников аспирантур вузов, чем у выпускников аспирантур научно-исследовательских институтов. В 2013 году из 30639 выпускников аспирантур вузов РФ защитились 8257 человек(27 %), а из 3943 выпускников аспирантур научно-исследовательских институтов — только 674 человека(17 %). В последние годы доля выпускников российских аспирантур, защитивших диссертации, была стабильной. В 2010 году успешно защитились 28 %, в 2005 году — 32 %, в 2000 году — 30 % выпускников российских аспирантур. В 2018 году доля аспирантов, защитивших диссертацию по окончании обучения, составила менее 13%. Наибольший процент защищающихся в сельскохозяйственных науках и химии (более 20%), наименьший — в политологии, психологии и экономике (менее 9%).
Существуют разные причины низкой эффективности аспирантуры, одной из них, является «человеческий фактор», под которым понимается социально-психологические характеристики аспирантов, их ценностные ориентации, мотивы подготовки диссертаций. Далеко не все будущие аспиранты намерены в дальнейшем заниматься наукой. Молодые люди идут в аспирантуру из-за сохранившейся престижности этого института; для того чтобы «оттянуть» момент вступления в трудовую жизнь. Наиболее перспективные аспиранты предпочитают зарубежные университеты, так как российские программы уступают по качеству ведущим мировым стандартам. Для юношей важнейшим сопутствующим мотивом поступления в аспирантуру является получение отсрочки от армии. С другой стороны, достаточно широко распространено мнение, что кандидату наук легче сделать карьеру в любом виде деятельности. Однако аспирантура сохранила черты советской системы, например, вступительные экзамены по иностранному языку, философии (вместо которой в советское время был «научный коммунизм») и научной специальности. Пребывание в аспирантуре сводится в основном к работе над диссертацией. Фактически отсутствует единый стандарт по специальности, таким образом, обучение в аспирантуре не создает жесткого стандарта входа в профессию. Низкая эффективность аспирантуры также связывается с массовой неправильной работой аспирантов во время учёбы из-за фактического отсутствия финансовой поддержки. Даже если аспирант работает в качестве ассистента или преподавателя, на него обычно возлагается огромная педагогическая нагрузка. Помимо этого, вследствие инбридинга — найма выпускников аспирантуры их же университетами в качестве преподавателей — научный кругозор аспирантов остается ограниченным. Специфика системы присуждения степеней по жестко утвержденному перечню дисциплин обуславливает проблемы защиты диссертаций, которые носят междисциплинарный характер. Также защита диссертации подразумевает получение государственной степени, а не присуждение именно той организацией, где проходила защита. Как следствие, у академического общества нет стимулов устанавливать и поддерживать свои стандарты — степень присуждает не сообщество, дорожащее профессиональной репутацией, а обезличенный государственный орган.

## Аспирантура на Украине
На Украине согласно «Положению о подготовке научно-педагогических и научных кадров» аспиранты и докторанты имеют право на:
- получение государственной стипендии установленного размера в случае зачисление на обучение с отрывом от производства по государственному заказу;
- прерывание обучения по уважительной причине с дальнейшим его продолжением.
- ежегодные каникулы продолжительностью до двух календарных месяцев, которые включаются в общий срок обучения в случае зачисления на обучение с отрывом от производства;
- участие в выборах в органы самоуправления высшего учебного заведения, научного учреждения;
- работу по совместительству в соответствии с законодательством Украины;
- трудоустройство согласно типичному соглашению в случае зачисление на обучение по государственному заказу или контракту (в случае обучения вне государственного заказа).

Возложение высшими учебными заведениями, научными учреждениями на аспирантов и докторантов обязанностей, не связанных с подготовкой диссертации, запрещается.
Срок обучения в аспирантуре и пребывания в докторантуре включается в научно-педагогический стаж.
Обучение в аспирантуре, как правило, продолжается три года (при заочной форме — четырёх) поступления необходимо иметь квалификацию специалиста или магистра, получить согласие будущего научного руководителя и сдать 3 экзамена (специальность, иностранный язык, философия).
Результаты вступительных экзаменов в аспирантуру действительны в течение календарного года.
Аспирантам, обучающимся без отрыва от производства и успешно выполняющим индивидуальный план работы, по месту работы предоставляется дополнительный оплачиваемый ежегодный отпуск продолжительностью 30 календарных дней для сдачи кандидатских экзаменов и выполнения работы над диссертацией и, по их желанию, в течение четырёх лет обучения — один свободный от работы день в неделю с оплатой его в размере 50 процентов средней заработной платы работника.
Для успешного окончания аспирантуры аспирант должен подготовить рукопись диссертации, а также сдать кандидатский минимум — 3 экзамена:
- специальность;
- иностранный язык;
- философия.

Кандидатские экзамены принимаются организованно, два раза в год в форме сессий. В случае подачи соискателем в специализированный учёный совет диссертации до защиты кандидатский экзамен может быть принят вне сессии.

## Аспирантура в Беларуси
В Беларуси также имеются аспирантуры, но доля их выпускников, защитивших диссертации, незначительна даже по сравнению с российскими показателями. В 2014 году в Беларуси аспирантуру (адъюнктуру) окончили 1148 человек, из которых защитили диссертации только 67 человек:51 (6 % выпуска). Всего в Беларуси аспирантуру (адъюнктуру) на 2014 год имели 119 учреждений и организаций, а численность аспирантов составляла 4900 человек:51. При этом в республике существует проблема старения кадров науки, имеющих ученые степени. В 2013 году среди исследователей, работающих в Беларуси, было 2946 кандидатов наук, в 2014 году — только 2867:41. Большинство белорусских исследователей, имеющих степень кандидата наук, были людьми немолодыми. В 2014 году из 2867 исследователей, имеющих кандидатские степени, только 63 были моложе 30 лет, 611 — от 30 до 39 лет, 757 — от 60 до 69 лет, а 269 — от 70 лет и старше:41. В 2013 году из 2946 белорусских исследователей, имеющих степень кандидата наук, 69 были в возрасте до 29 лет, а 630 от 30 до 39 лет:41.